# Portabilità del numero mobile
La portabilità del numero mobile (in lingua inglese mobile number portability, acronimo MNP) indica trasferimento del proprio numero di telefono cellulare da un operatore di telefonia mobile a un altro.

## Nel mondo

### Italia
In Italia il servizio di MNP è stato creato il 15 gennaio 2002, da un accordo tra i vari gestori di telefonia mobile e l'Autorità per le garanzie nelle comunicazioni. La portabilità del numero mobile rientra nel contesto più generale del cambio operatore con mantenimento del proprio numero, detta anche number portability o SPP (Service Provider Portability): è una prestazione – nell'ambito dei servizi di telefonia – definita nell'allegato A della delibera 4/99/CIR, che “consente all'utente di mantenere il proprio numero quando decide di cambiare operatore titolare dell'apposita licenza o concessione, a parità di tipologia di servizio e, dove applicabile, di ubicazione nell'ambito della stessa area locale.”
- Il primo operatore ad avere le strutture di rete per acquisire i numeri donati fu Wind.
- L'ultimo operatore ad attivare la ricezione dei numeri fu TIM, quindi c'è stato un periodo di tempo durante il quale TIM poteva cedere i suoi numeri agli altri gestori ma non era in grado di acquisirli. Probabilmente ciò era dovuto alla doppia tecnologia utilizzata, TACS e GSM.
- A fine 2009 veniva introdotta la possibilità del trasferimento del credito residuo da un operatore all'altro durante la portabilità (per il cliente i costi variano da 0 a 2 euro a seconda dell'operatore donating, ovvero l'operatore cedente/assegnatario).[2]

### Norme contro il SIM swap
L'AGCOM ha introdotto con la Delibera n. 86/21/CIR in vigore dall'autunno del 2022 nuove norme per prevenire il SIM swapping tramite una accurata identificazione del titolare della linea e imponendo la corrispondenza dell'intestatario, precedentemente non verificata. Per autorizzare la procedura di MNP l'operatore ricevente deve inviare un OTP al numero da portare, che deve essere ricevuto dalla SIM dell'operatore di provenienza e del quale è necessario verificare la corrispondenza. L'operatore deve inoltre acquisire, oltre al documento di identità e al codice fiscale o tessera sanitaria, una foto della scheda SIM, che va quindi rimossa dal dispositivo. Le eSIM sono esentate dall'obbligo di fotografia.

### Tempistiche
L'AGCOM dichiarò sin dall'inizio che il Donating deve provvedere a consentire il passaggio entro 5 giorni lavorativi (art 4, comma 2 Delibera CIR 19/2001) ma nessun operatore inizialmente rispettò le tempistiche imposte.
- Fino al 2005 le tempistiche della portabilità variavano da 1 mese fino a 6 mesi.
- Successivamente e fino al 2008 si sono ridotte fino a poche settimane (20 giorni circa).
- A dicembre 2008 l'AGCOM con un provvedimento chiedeva agli operatori di ridurre le tempistiche a 3 giorni lavorativi, ufficializzato nel 2009 dopo un Consiglio di Stato.[5]
- Nel 2009 le portabilità concretamente avvenivano al massimo in una decina di giorni lavorativi ma già nel 2010 le tempistiche iniziavano ad essere in linea con le direttive AGCOM.
- A novembre 2011, sempre l'AGCOM, ha imposto nuove regole (in vigore da marzo 2012) per le tempistiche della portabilità che dovrà avvenire entro 24 ore altrimenti il cliente potrà chiedere, in maniera non onerosa, un indennizzo non inferiore a 2,5 € per ogni giorno di ritardo (delibera n. 147/11/CIR).[6] In ogni caso l'Autorità ha esonerato l'operatore ricevente dall'obbligo di corrispondere l'indennizzo quando il ritardo è limitato a 48 ore lavorative. L'indennizzo, tuttavia, è dovuto dal terzo giorno di ritardo ed in tal caso vengono calcolati nel risarcimento anche i primi due giorni lavorativi.

### Operatore d'appartenenza
Usufruendo del servizio, non è più possibile risalire in maniera certa all'operatore di rete utilizzato guardando il prefisso di tre cifre del numero mobile. A causa di questo una delibera (n. 26/08/CIR) obbligò gli operatori mobili italiani a mettere a disposizione una numerazione gratuita comune (456 + numero mobile) per conoscere l'effettivo operatore d'appartenenza di un numero mobile.
Iliad
Digitando 456 seguito dal numero da chiamare e confermando la chiamata, un messaggio pre-registrato darà l'informazione.
Tim
Digitando 456 (o 40884) seguito dal numero da chiamare e confermando la chiamata, un messaggio pre-registrato darà l'informazione.
I clienti con liste di numeri amici (ad es. Duetto, 3xTe, Tris, Trio, Poker) possono utilizzare il 456 (o 40884) (senza dover aggiungere il numero): automaticamente un messaggio fornisce informazioni sulla lista; il servizio su richiesta è disponibile anche via SMS.
Vodafone
Digitando 456 seguito dal numero da chiamare e confermando la chiamata, un messaggio pre-registrato darà l'informazione.
In alternativa chiamare il numero gratuito 4563 e seguire le istruzioni della voce guida.
WindTre
- Da cellulare digitare il codice 456 seguito dal numero da chiamare;
- Da telefono fisso Wind (Carrier Selection/Carrier Preselection): digita 1088 456 3x... oppure 1055 456 3xy...;
- Da telefono fisso con linea telefonica in Unbundling Local Loop (accesso diretto): digitando il numero 456 seguito dal numero da chiamare, un messaggio pre-registrato darà l'informazione.

Operatori mobili virtuali
In caso di operatori mobili virtuali il servizio fornisce il nome della rete ospitante dell'operatore stesso.